# Kirksville
Kirksville è un comune degli Stati Uniti d'America, situato nello Stato del Missouri, nella contea di Adair, della quale è il capoluogo.
Nel 1924 vi nacque l'attrice Geraldine Page.